# Perdita baccharidis
Perdita baccharidis är en biart som beskrevs av Cockerell 1900. Perdita baccharidis ingår i släktet Perdita, och familjen grävbin. Inga underarter finns listade.